# Rita Mas

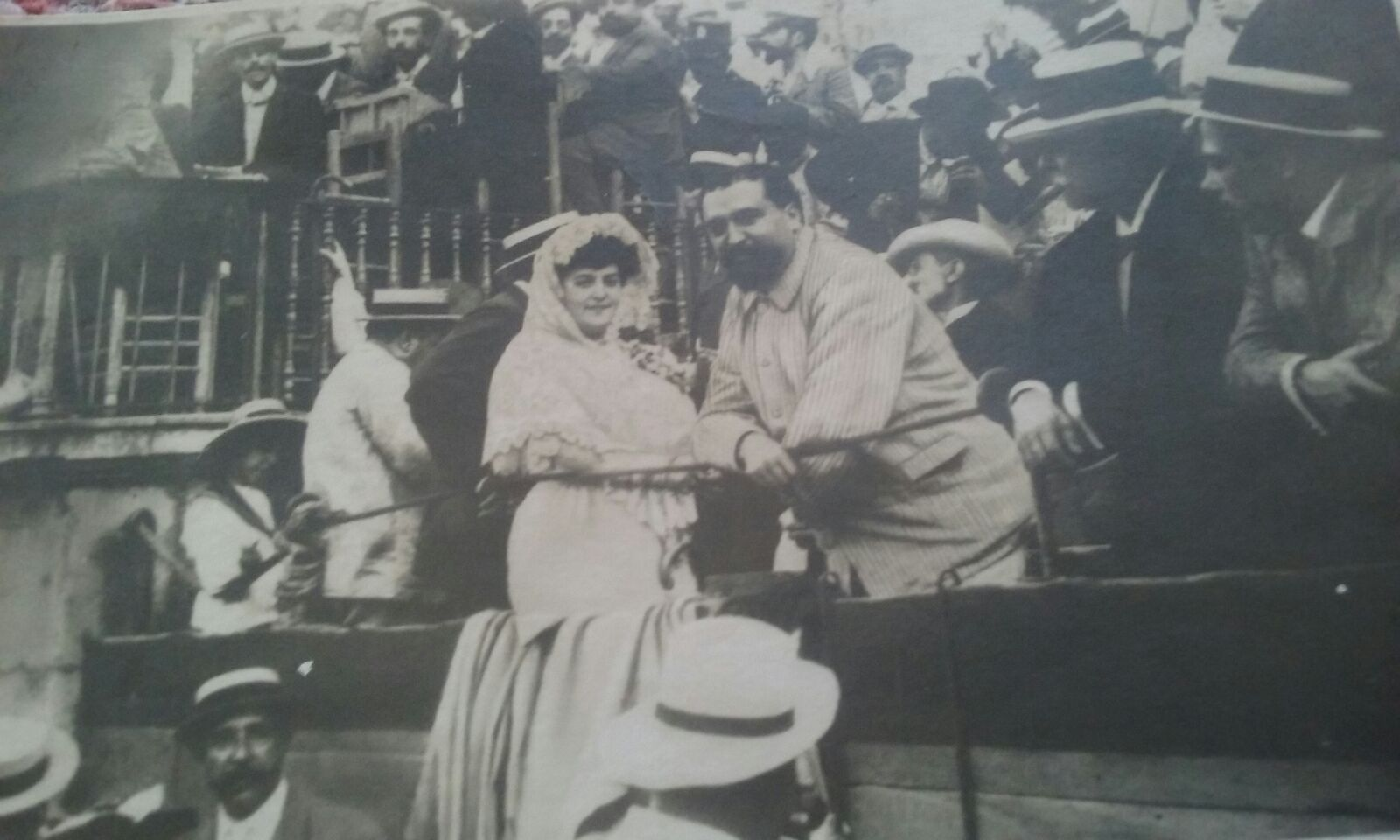
Rita Mas en compañía de Vicente Blasco Ibáñez

Rita Mas (Valencia, 1865 - Valencia, 1946) fue una activista popular valenciana.

## Biografía
Rita Mas se hizo popular para estar siempre presente en las revueltas, los amotinamientos y las manifestaciones que desde comienzos del siglo XX tuvieron lugar en la ciudad de Valencia. Por estas fechas, el republicanismo blasquista se estaba conformando como un partido político, pero también y sobre todo como un importante movimiento social, capaz de dar una respuesta democrática al sistema corrupto y caciquista de la Restauración borbónica. En la calle, las masas populares elevaban sus protestas contra cualquier hecho arbitrario impuesto por el gobierno o se enfrentaba a otros sectores políticos, como los carlistas o la Liga Católica, que trataban de frenar su fuerza reivindicativa.
A Rita Mas se la recuerda por participar junto a otras mujeres en el desarrollo de estos hechos con el mismo valor y arrojo que los hombres. Por ejemplo, cuando los sectores católicos organizaron un peregrinaje a Roma para aclamar al “papa-rey”, León XIII, los republicanos, furibundos anticlericales, organizaron una violenta protesta. «La Rulla» participó en los hechos vaciando las cajas de cebollas, para que los hombres pudieran lanzarlas a los peregrinos que atravesaban en barca las dársenas del puerto para poder embarcar.
También sería recordada por su participación en las manifestaciones que tuvieron lugar en Valencia en el verano de 1917. En este contexto, el gobierno conservador de Eduardo Dato había suspendido las garantías constitucionales y las Cortes, y había impuesto la censura de prensa. Como el gobierno no quería abrir las Cortes, Francisco Cambó organizó en Barcelona una Asamblea Parlamentaria alternativa en que sobre todo se reunieron catalanistas y republicanos. Mientras tanto, en Valencia, las masas republicanas esperaban en la calle la llegada de Barcelona del diputado de su partido, Félix Azzati, para lanzarse a la revolución. «La Rulla»  no pudo contenerse y dirige la palabra a la gente que esperaba y más de quinientos hombres la siguen y comienzan la revuelta. Les hace frente un fuerte destacamento de la Guardia Civil. Mientras se produce el alboroto, Rita Mas, como otras gentes, no duda a disparar su pistola Smith para contener los guardias. La multitud popular agota las municiones, y mientras, llegan también los refuerzos del ejército. Ante la descompensación de fuerzas, los «revolucionarios» republicanos se dispersan y huyen. «La Rulla», que tenía entonces 52 años, es objeto de una persecución violenta por los parajes de las huertas que rodean la ciudad, hasta el punto que los periódicos locales la dan por muerta. Reaparece a los pocos días porque ha conseguido esconderse en la casa de un correligionario. A las pocas semanas, cuando la calma ha vuelto a reinar, está de nuevo en la calle.
Por estos hechos, Julio Just la nombra como la «mujer de los truenos» que precedía a las tormentas. Dice también que «era como una bandera de combate al frente de una multitud enardecida».